# Pycreus sulcinux
Pycreus sulcinux är en halvgräsart som först beskrevs av Charles Baron Clarke, och fick sitt nu gällande namn av Charles Baron Clarke. Pycreus sulcinux ingår i släktet Pycreus och familjen halvgräs. Inga underarter finns listade i Catalogue of Life.